# Acela Express
L'Acela Express, spesso chiamato semplicemente Acela, è il nome usato dalla compagnia Amtrak per i 20 treni ad alta velocità a cassa oscillante che percorrono la tratta tra Washington, D.C. e Boston via New York e Filadelfia sul Corridoio Nordest degli Stati Uniti.
La velocità commerciale del servizio è stimata in 110 km/h sulle tratte brevi, 150 su quelle lunghe: velocità molto inferiori ai servizi europei o giapponesi.
L'Acela Express può raggiungere i 241 km/h solo su due sezioni della linea, in Rhode Island e Massachusetts, per circa 30 km in tutto. Il resto della linea è limitato a velocità tra 177 e 217 km/h, sia per la tortuosità del percorso che per la tecnologia obsoleta delle linee elettriche risalenti agli anni trenta. Nello Stato di New York vi sono alcune aree limitate a 145 km/h e altre addirittura a 120 km/h e data la conformazione della linea l'oscillazione della cassa deve essere bloccata.
La cassa oscillante consente in effetti un aumento della velocità operativa rispetto ai treni convenzionali su linee ricche di curve come il Corridoio Nordest, consentendo di superare i 200 km/h e rendendo l'Acela Express l'unico treno della nazione ad alta velocità (secondo la definizione in uso negli USA, in quando secondo gli standard europei e cinesi occorre superare i 250 km/h). Questi treni sono diventati molto popolari, permettendo alla Amtrak di acquisire circa metà del mercato totale del trasporto tra Boston e New York.
Il nome Acela fu annunciato nel 1999, e si intendeva utilizzarlo per tutte le linee Amtrak nel nord-est della nazione, strutturando il servizio su tre livelli: Acela Express, Acela Regional e Acela Commuter. A causa della confusione creatasi per l'assonanza tra "Acela" e "Acceleration", che spingeva ad associare all'alta velocità anche il servizio Acela Regional, dal 2003 il nome è stato mantenuto solo per i treni Super-rapidi.

## Il bisogno di velocità

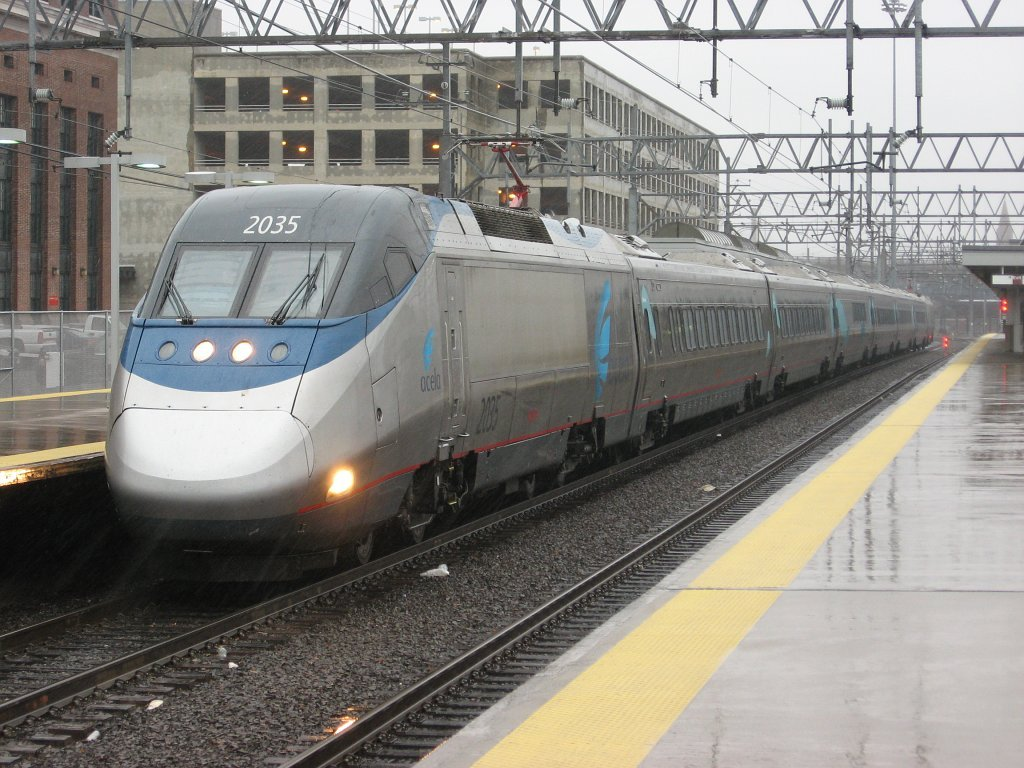
L'Acela Express power car 2035 presso la stazione di New Haven

La densità della popolazione nel nordest statunitense ha reso il Corridoio Nordest la zona coi binari più trafficati della nazione. Per competere con gli aerei di linea, Amtrak necessitava di aumentare la velocità dei treni nell'area. La linea esistente tuttavia era costellata di curve strette che impedivano l'utilizzo di treni veloci, e l'amministrazione non era interessata alla costruzione di una nuova linea come avvenuto in Francia col TGV, in Germania con l'ICE, in Italia con le Frecce o in Spagna con l'AVE.
Nell'ottobre 1994, la Amtrak aprì una gara tra i costruttori, chiedendo un treno in grado di viaggiare a una velocità di crociera di 240 km/h. Un progetto congiunto tra Bombardier (75%) e Alstom (25%) fu scelto tra le proposte nel marzo 1996. Il sistema a cassa oscillante del tipo Pendolino fu usato per compensare le curve strette mantenendo livelli di comfort e sicurezza elevati.
L'inizio del servizio era previsto nel 1999, ma vi furono diversi problemi. I treni erano circa 10 centimetri più larghi del massimo consentito, e di conseguenza non potevano raggiungere in sicurezza le velocità previste. Dopo diversi ritardi, la prima corsa dell'Acela Express fu effettuata l'11 dicembre 2000.
Con il completamento dell'elettrificazione tra New Haven e Boston l'intero viaggio diventò più veloce, e oggi si può raggiungere New York da Boston in sole 3 ore e 30 minuti, o da Washington in circa 2 ore e 45 minuti. La rapidità, i costi ridotti e la paura seguita agli attentati dell'11 settembre 2001 hanno reso l'Acela Express estremamente competitivo sul mercato.

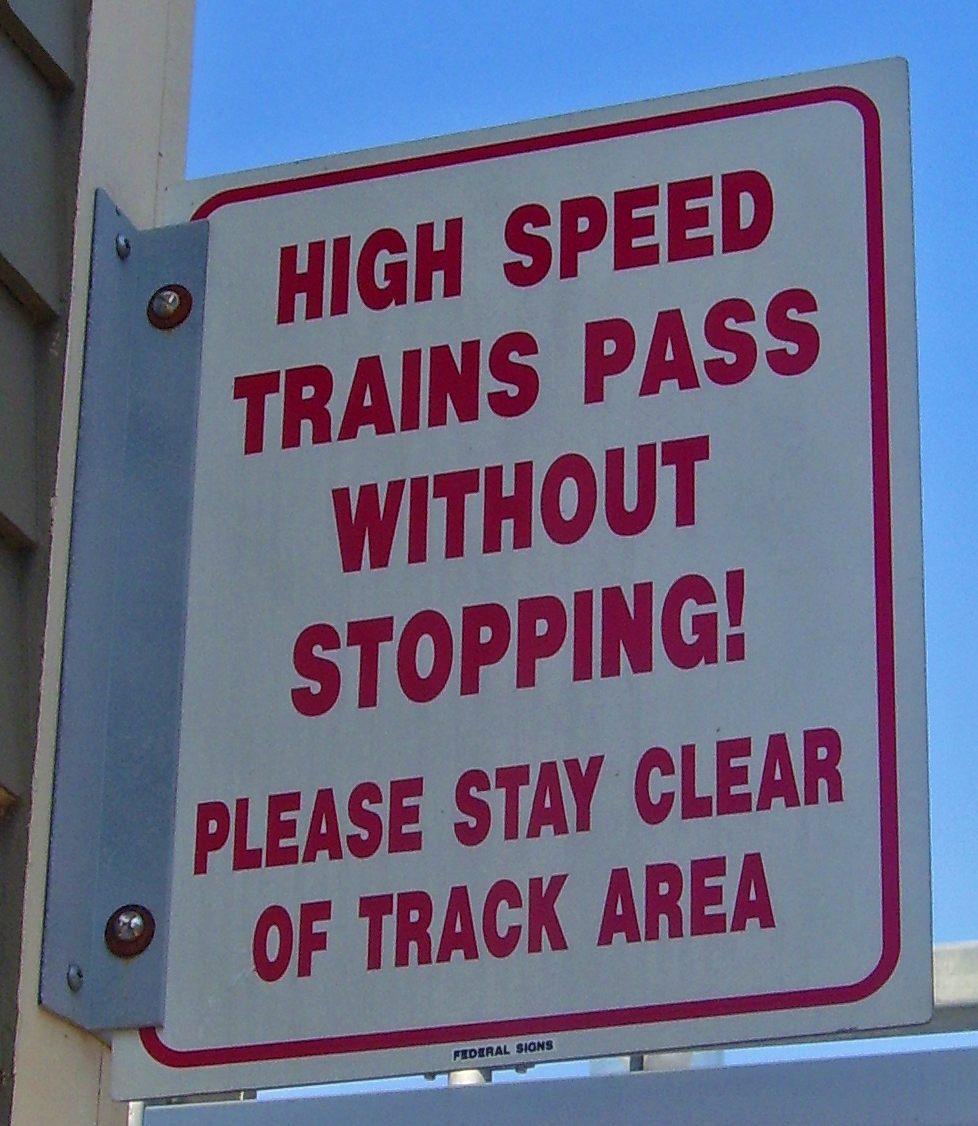
Un cartello nella stazione di Kingston, Rhode Island, dove il limite di velocità è di, che avverte il possibile transito dei treni a forte velocità.

Il design del treno, composto da due motrici identiche alle estremità, ricorda quello del TGV, da cui prende anche il motore elettrico. Le carrozze sono basate sull'LRC (prodotto da Bombardier e che ha ispirato anche il JetTrain) e le leggi restrittive in vigore negli USA hanno richiesto dotazioni straordinarie che hanno reso il treno molto più pesante della sua controparte francese.
La velocità commerciale del servizio è stimata in 110 km/h sulle tratte brevi, 150 su quelle lunghe: velocità molto inferiori ai servizi europei o giapponesi.

## Guasti e inconvenienti

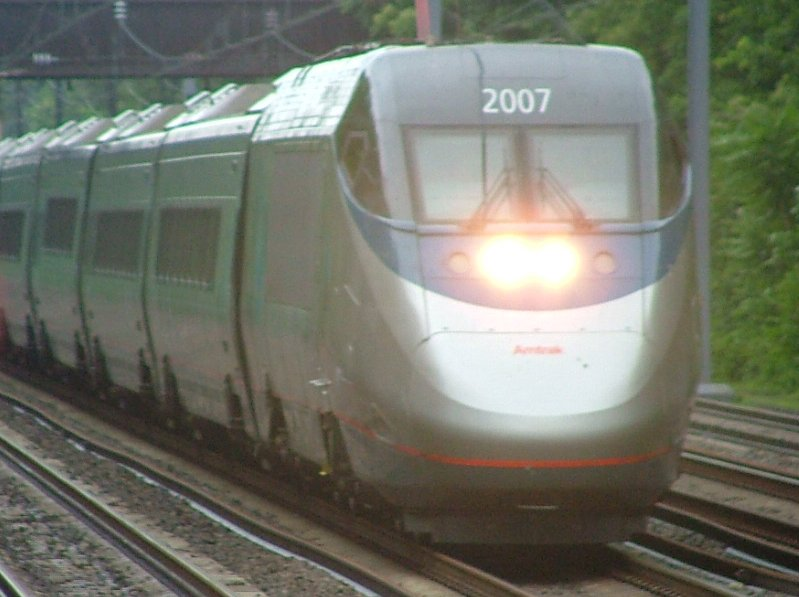
Acela Express a West Windsor, NJ

Nell'agosto 2002 poco dopo la loro introduzione, gli Acela Express furono rimossi dal servizio quando ci si accorse che i perni di interconnessione tra il carrello e la cassa delle motrici tendevano a rompersi. Dopo alcuni monitoraggi frequenti si è provveduto a ridisegnarli in modo da risolvere il problema che avrebbe potuto causare incidenti gravi.
Il 15 aprile 2005, gli Acela Express furono nuovamente rimossi dal servizio dopo la comparsa su alcuni treni della flotta di crepe nei dischi frenanti di molte carrozze passeggeri. Il consorzio Bombardier-Alstom rimpiazzò i dischi in garanzia, e il servizio riprese nel luglio 2005, con l'utilizzo di solo alcuni veicoli Acela affiancati dai vecchi Metroliner. Solo il 21 settembre 2005 tutti i treni sono rientrati in servizio operativo.

## Interni
I sedili dell'Acela Express sono blu, mentre la maggior parte degli interni sono bianchi con illuminazione diretta e ampie finestre. Su ogni treno ci sono delle carrozze denominate quiet car dove è vietato parlare al cellulare e le luci sono soffuse.
I treni sono codificati sull'orario con un numero di 4 cifre iniziante con la cifra "2".